# Russi
I russi sono il gruppo etnico di maggioranza della Russia, dove rappresentano l'80% della popolazione totale con quasi 116 milioni di individui.
Con il termine russi ci si riferisce di solito al popolo della Russia nella sua globalità, Russo nel senso di "abitante della Russia" si dice in lingua russa rossijanin (россиянин, plurale: россияне, rossijane), mentre a un russo etnico ci si riferisce con il termine russkij (русский, plurale: русские; russkie).

## Popolazione
I russi sono il più grande gruppo etnico europeo ed uno dei più grandi del mondo, con una popolazione totale di circa 137 milioni di persone sparse per il globo. Di queste, circa 116 milioni vivono in Russia, mentre altri 18 milioni vivono nelle regioni adiacenti. Una significativa porzione di russi (circa 3 milioni) si è stabilita in Nord America e in Europa Occidentale ma la maggioranza vive in Europa dell'Est e in Asia (anche in Cina, dove fanno parte dei 56 gruppi etnici riconosciuti ufficialmente dalla Repubblica Popolare Cinese).

## Religione
In Russia una percentuale stimata del 43,5% della popolazione si dichiara non religioso secondo il censimento del 2010. Il cristianesimo ortodosso della Chiesa ortodossa russa è la fede predominante tra coloro che professano una religione con il 41% (c. 58 milioni) di aderenti sul totale della popolazione. Esso ha giocato un ruolo importante nello sviluppo della identità nazionale russa. Il 6,5% della popolazione russa (c. 9 milioni) è di fede islamica; si tratta soprattutto di popoli rossijane (cittadini russi) turco-mongolici, e non di russkie (russi etnici slavi). A partire dagli ultimi anni dell'Unione Sovietica e specialmente dopo il suo crollo, dagli anni 1990, si è diffuso rapidamente tra i russi un movimento di ritorno alla religione pre-cristiana, la rodnoveria, cui aderisce circa l'1,2% (c. 2 milioni) della popolazione.

## I russi al di fuori della Russia
I russi etnici migrarono attraverso l'area dell'Impero russo prima e dell'Unione Sovietica poi, a volte incoraggiati a stanziarsi nelle terre di frontiera. Alcune comunità di russi etnici, come i Lipovani stanziati presso il delta del Danubio o i Doukhobor in Canada, sono il risultato delle ondate migratorie di gruppi di dissidenti religiosi che si opposero al governo centrale. Oggi le più grandi comunità di russi etnici del mondo si trovano in Ucraina (circa 8 milioni), Kazakistan (4 milioni), Bielorussia (1,2 milioni), Israele (1,1 milioni), Lettonia (700 000), Uzbekistan (650 000) e Kirghizistan (500 000). Nelle isole Svalbard, appartenenti alla Norvegia, sebbene siano in poche centinaia, rappresentano la principale minoranza insieme agli Ucraini. Vi sono anche piccole comunità di russi nei Balcani o in nazioni dell'Europa Centrale come la Repubblica Ceca, come anche in Cina e in America Latina. I componenti di queste comunità possono identificare loro stessi come membri dell'etnia russa o di etnie di altri paesi, oppure di entrambe, a seconda dell'influenza culturale delle proprie origini.
I governi e la maggioranza della pubblica opinione in Estonia e Lettonia, dove è raccolta la più grande fetta di russi tra i Paesi baltici, sono del parere che i russi etnici siano arrivati in questi paesi come parte delle ondate migratorie dell'era sovietica e che abbiano imposto una sorta di "russificazione" ai residenti storici come conseguenza della "colonizzazione" imposta da Mosca, cambiando gli equilibri etnici della regione. Tra i Russi che migrarono nei Paesi baltici, molti scelsero queste regioni per meri motivi economici, mentre a molti altri questo spostamento fu imposto.
Le persone che arrivarono in Lettonia e in Estonia durante l'era sovietica, in larga parte russi, avevano spesso un'unica scelta: quella di acquisire la cittadinanza dopo aver superato un test per dimostrare la conoscenza della lingua nazionale e degli usi e costumi del paese ospitante. La questione della lingua è una questione dibattuta ancora oggi, particolarmente in Lettonia, dove i russi hanno spesso protestato contro i piani governativi che avallano l'uso della lingua nazionale al posto del russo. Sin dal 1992, l'Estonia ha naturalizzato circa 137 000 residenti di cittadinanza non definita, in larga parte russi. Tuttora, circa 84 000 russi etnici, ovvero il 7% della popolazione totale, resta senza cittadinanza.
Anche se non in modo massiccio come altri gruppi etnici, molti russi sono emigrati in passato in varie parti del mondo, in particolare in Canada, negli Stati Uniti e in Australia. Brighton Beach, nella zona di Brooklyn a New York, è un esempio di comunità di immigrati russi. Un altro è Sunny Isles Beach, un sobborgo a nord di Miami. Al contempo, molti Russi etnici sono emigrati dai territori della ex Unione Sovietica a quelli dell'odierna Russia fin dai primi anni novanta. Molti di loro divennero rifugiati di molti Stati dell'Asia Centrale e del Caucaso (così come i rifugiati russi della Cecenia, costretti ad emigrare dalla politica ostile ai russi condotta dalle autorità cecene negli anni passati). A tal proposito, sia l'Unione europea che il Consiglio d'Europa, così come il governo russo, hanno espresso le loro preoccupazioni per i diritti delle minoranze in parecchi paesi europei, principalmente in Lettonia.

### Cinesi russi
In Cina, i russi (俄罗斯族, pinyin: Èluósī zú) sono una delle 56 etnie ufficialmente riconosciute dalla Repubblica popolare Cinese. Vi sono all'incirca 15 600 russi etnici in Cina, molti dei quali stanziati a nord della provincia di Xinjiang, nella Mongolia Interna e in Heilongjiang.

## I russi come gruppo etnico
I primi antenati dei russi furono le tribù dei primi Slavi orientali, che migrarono verso le regioni orientali europee nell'Alto Medioevo. Le principali tribù slave stanziate all'epoca nelle regioni dell'odierna Russia europea sono i Vjatič, i Krivič, i Severiani e gli Slavi dell'Ilmen. Dall'XI secolo, gli Slavi orientali assimilarono le tribù ugrofinniche dei Merja e dei Muromiani.

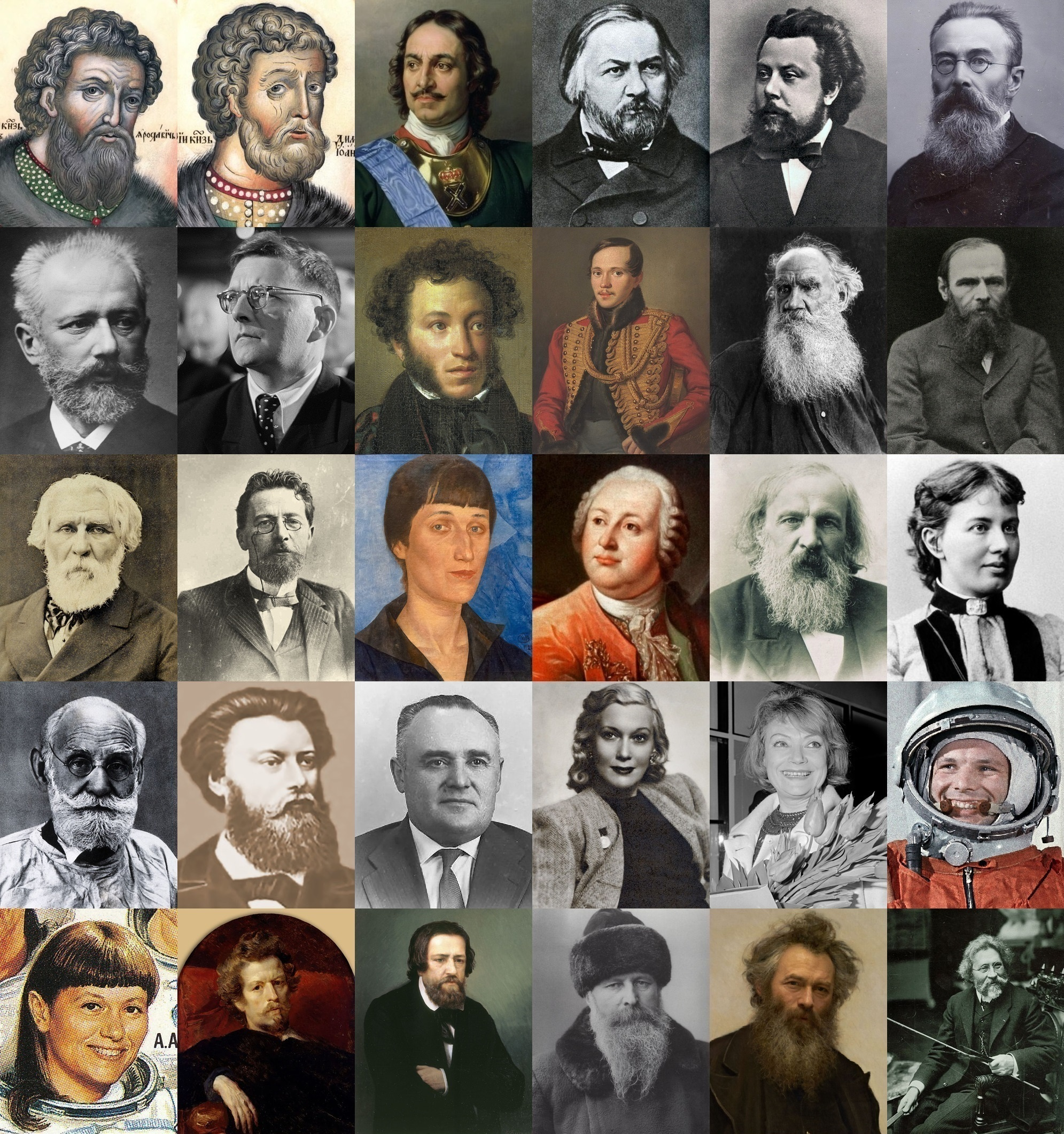
Russi famosi

Essi cominciarono a riconoscersi in un'etnia separata e distinta nel corso del XV secolo, quando cominciò a diffondersi l'appellativo di "Russi Moscoviti", durante il consolidamento della Moscovia.
Tra il XII e il XVI secolo i russi conosciuti come "Pomori" migrarono verso nord e si stanziarono sulle coste del Mar Bianco. Come conseguenza delle migrazioni e delle conquiste russe (dopo la liberazione dal dominio del Khanato dell'Orda d'Oro mongolo) durante i secoli XV e XVI, molti gruppi di russi si stanziarono nelle regioni degli odierni circondari federali del Volga, degli Urali e Meridionale. Tra il XVII e il XIX secolo essi si spostarono poi verso le interminabili distese della Siberia e dell'Estremo Oriente. Un ruolo determinante in queste espansioni territoriali e ondate migratorie fu giocato dai Cosacchi.
Secondo la maggior parte degli etnologi, i russi etnici sono i discendenti del popolo dei Rus' (slavi orientali della Rus' di Kiev); gradualmente, essi si sono evoluti in un'etnia separata, differenziandosi dai gruppi che sono poi diventati bielorussi e ucraini. Altri etnologi affermano invece che i russi erano un gruppo di origine slava distinto già prima dell'avvento della Rus' di Kiev. Altri ancora credono che il momento storico della distinzione di un gruppo etnico russo non si colloca nel periodo della separazione di questi dai Rus' occidentali e che l'etnia russa sia un misto di tribù slave orientali e tribù non slave (come, per esempio, i popoli finno-ugrici, i baltici e i turchi). In ultima analisi, l'origine stessa dei popoli slavi non è chiara e non vi può quindi essere un consenso definito sull'origine di una etnia russa.